# Aars Kirke
Aars Kirke er en kirke i byen Aars i Himmerland.
Ved kirkens sydvestside står Års-stenen.